# Agrumatue
Agrumatue är ett vattendrag i Ghana. Det ligger i den norra delen av landet, 600 km norr om huvudstaden Accra.